# 青岛新闻
《青岛新闻》（英语：Qingdao News或QTV News）是青岛市广播电视台新闻综合频道黄金时段一档重要的综合性新闻节目，是青岛市广播电视台的龙头栏目。以极强的时效性、密集的信息量向观众及时传递青岛市委、市政府的重大决策，报道全市政治、经济、社会发展状况，形成和观众的互动交流。现时于北京时间每晚19:30-19:50于该频道播出。该节目由青岛市广播电视台新闻中心制作。

## 历史
《青岛新闻》并没有在青岛电视转播台启播之日（即1971年9月14日）起开播，而是在1976年元旦青岛电视转播台更名为青岛电视台以后才开始播放自制的以电视讲话和图片新闻的形式为主的电视新闻。最早的图片新闻是用一架旧照像机拍摄的，题目是《灌溉保墒争高产》。当时每周自办新闻节目两次。
1977年5月21日，青岛电视台记者用国产红旗摄影机拍摄了第一部新闻片《青岛市出席全国工业学大庆会议的代表归来》，播放后在全市人民中引起较大反响。当时青岛电视台对电视新闻只能拍摄，冲洗拷贝电视胶片需到山东电视台或大连电视台进行后期加工制作。直到1977年7月，青岛电视台购置了印片机，才开始冲洗拷贝片和后期加工制作，标志着青岛电视新闻从此走上自己制作的道路。1978年电视台开始自制新闻性专题片。
青岛电视台开播初期，由于当时摄录设备少且不配套，拍摄制作能力低，新闻播出数量、质量和时效性均较差，有时一条新闻长达七八分钟，时过五六天后才能播出。1976年自办节目时段扩大，才开始每周定期播送新闻节目。1978年7月，青岛电视台每周自办节目增加到3次，可做到每日播放节目，《青岛新闻》节目才真正开始播出。1980～1985年，每周播出2次自办新闻节目。此时期青岛电视台新闻的内容，主要是围绕青岛市对内搞活、对外开放和改革发展的新形势，运用典型大力宣传，有较强的针对性、指导性。为了发挥电视宣传“快”的特点，从1983年开始每周播3次新闻，重要新闻当日录制当日播出，当天不自办就插播，提高了新闻的时效性。
1986年1月起，《青岛新闻》开始在每日晚间定时播出，每期时长15分钟。1995年改版时实现直播，节目时长扩充为25分钟。1999年3月，节目时长减少至每次20分钟。
2005年8月15日，高清开放式新闻演播室投入使用。2006年11月30日，青岛高清晰度电视试验频道（QTV-HD，现为QTV-1高清频道）开播，青岛新闻同时开始以高清晰度制作。
2010年节目片头和镜面更换，2012年6月30日再度小幅度更换。2018年新闻综合频道高标清同播，新闻镜面改为16:9格式，但片头不变，2020年4月26日镜面再度小幅度更改。

## 节目内容
目前本节目通常报道青岛本市的时政资讯，其后为本市其它方面和部分国内外消息。新闻完结时，会打出“制片人”“编辑”“制作”“值班主任”“技术主任”“监制”等名单。而新闻完结后会播放一小节广告，广告后播放一节《天气预报》。2018年9月15日起，此节新闻调整为18：00播出，且节目时间从之前的20分钟延长至25分钟，然而一个月后又恢复了之前的播出时间和节目时长。
在2019年2月18日，为贯彻落实山东省“担当作为、狠抓落实”工作动员大会精神，根据市委市政府有关部署要求，青岛广电成立舆论监督部，同时《青岛新闻》开播舆论监督专栏《今日聚焦》。本版块主要聚焦市委市政府中心工作，并发挥媒体优势，做好舆论监督报道引导工作。